# FC Metz
Football Club de Metz – francuski klub piłkarski z siedzibą w Metz (departament Mozela), założony w 1919 roku.

## Historia

### Początki
Klub powstał w 1932 z połączenia dwóch amatorskich klubów z Metz. Jednym z nich był  CAM  (Cercle Athlétique Messin), a drugim  ASM  (Association Sportive Messine). Z początku w klubie grali robotnicy i urzędnicy pracujący w mieście. 15 kwietnia 1932 doszło do porozumienia w sprawie fuzji. W latach 30. klub miał status półprofesjonalny.

### Pierwszy sezon i pierwszy spadek
FC Metz grało w pierwszym sezonie od powstania Ligue 1. Zajęli wówczas 9. miejsce w grupie B i musieli się pożegnać z elitą. Powrót nastąpił po dwóch latach przerwy. Na nowego prezydenta zostaje mianowany Lotaryńczyk Reymond Herloy. Mimo nieudanych meczów utrzymał klub w D1 aż do sezonu 1949-50. Wówczas „Smoki” zajęły 18. (ostatnie) miejsce i musiały się pożegnać z Ligue 1 na sezon.
Po zatrudnieniu byłego szkoleniowca Nice Elly Rousa powrócili bardzo szybko do elity. Kolejna relegacja miała miejsce w sezonie 1957/58. Mimo że do zespołu zakupiono zdolnego Argentyńczyka Roberto Aballaya, który poprzednio występował w Nancy.
Czyściec trwał aż do sezonu 1966/1967, po którym piłkarze prowadzeni przez Maksymiliana Schirchina wywalczyli awans. W pierwszym powrotnym meczu zremisowali 1:1 na wyjeździe z Red Star. W 1978 do klubu przybywa działacz Carlo Molinari. Prezydent FC Metz stawia ze cel piłkarzom i trenerowi piękną grę, która opierałaby się na zasadzie fair play. Ich pierwszym rywalem w europejskich pucharach było niemieckie HSV. Wschodni rywale Francuzów rozprawili się z nimi 4:1 i 3:2. Gdyby nie szczęście, FC Metz pożegnałoby się z D1 już w sezonie 1981/1982. Wówczas wyprzedzili Valenciennes o zaledwie 2 pkt.

### Historyczna data
Historyczną datą dla kibiców FC Metz będzie 11 maja 1984 gdy ich pupile zmierzyli się w finale Pucharu Francji z AS Monaco, który wówczas odnosił sukcesy. Na Parc de Princes 20 000 Lotaryńczyków oglądało zwycięstwo swoich piłkarzy. Był to pierwszy sukces na arenie piłkarskiej we Francji. Kilka miesięcy później niespodziewanie wygrali z FC Barcelona w pierwszej rundzie Pucharu Zdobywców Pucharów. Na stałe do annałów FCM zapisał się ówczesny trener, Henryk Kasperczak.
Ten sezon był udany z racji występów ligowych. Następca Kasperczaka, Marcel Husson zajął ze swoimi piłkarzami 5. miejsce, które dawało im możliwość gry w Pucharze UEFA. Widać, że rozpoczynała się era Metz. W Pucharze UEFA nie sprostali oni Hajdukowi Split. W lidze zajęli 6. miejsce.
W Pucharze Francji w 1988 ekipa Metz wyeliminowała po drodze do triumfu takie drużyny jak Moulouse, Quimper i Amiens. W finale okazali się silniejsi od Sochaux. W PZP nie sprostali Anderlechtowi, który oba mecze wygrał. Pierwszy 3:1, a drugi 2:0.
W sezonie 1990/1991 rozpoczynała się era Joela Mullera, który wiele dobrego zrobił dla FC Metz. Pierwszy swój sezon rozegrał lepiej, niż jego poprzednik, który zajął 14. miejsce. On podskoczył o 2. miejsca. Kibice we Francji śmiali się i żartowali, że działacze FCM wykupili 12. miejsce, bo 3 sezony z rzędu za czasów rządów Mullera klub zajmował tę lokatę. W sezonie 1994/1995 było już lepiej o 4. miejsca. Sezon później gracze Joela byli już na 4. miejscu. Rok później Metz miało skład na miarę mistrza. W zespole z Lotaryngii grali tacy piłkarze jak Letizi, Serredszum, Blanchard, Song, Pirès oraz Terrier. Zajęli 5. miejsce.
Najlepszy był sezon 1997/1998, w którym to zostali wicemistrzami Francji, przegrywając z Lens tylko różnicą bramek. Był to początek końca. 10., 11., 12., a następnie 17. miejsce w lidze sprawiły o spadku nie tylko moralnym, ale i o degradacji do D2. Jednak pograli tam tylko przez rok, po czym wrócili, by straszyć najsilniejsze ekipy z D1 (aktualnie Ligue 1).

## Sukcesy
Ligue 1
- Drugie miejsce: 1997/1998

Ligue 2
- Pierwsze miejsce: 1934/1935, 2006/2007, 2013/2014, 2018/2019
- Drugie miejsce: 1950/1951, 1960/1961, 1966/1967

Puchar Francji
- Pierwsze miejsce: 1983/1984, 1987/1988
- Drugie miejsce: 1937/1938

Puchar Ligi Francuskiej
- Pierwsze miejsce: 1986, 1995/1996
- Drugie miejsce: 1998/1999

Puchar Intertoto UEFA
- Drugie miejsce: 1999

## Europejskie puchary
Legenda do wszystkich tabel:
- Q – runda eliminacyjna, 1/16, 1/8, 1/4, 1/2 – odpowiednia faza rozgrywek, Grupa – runda grupowa, 1r gr – pierwsza runda grupowa, 2r gr – druga runda grupowa, F – finał, R – runda, PO – play-off
- k. – rzuty karne, los. – losowanie, Dogr. – dogrywka, w. – zasada bramek strzelonych na wyjeździe

| Sezon   | Rozgrywki                 | Runda   | Przeciwnik            | Dom     | Wyjazd  | Ogólnie     |
| ------- | ------------------------- | ------- | --------------------- | ------- | ------- | ----------- |
| 1968/69 | Puchar Miast Targowych    | 1R      | Hamburger SV          | 1–4     | 2–3     | 3–7         |
| 1969/70 | Puchar Miast Targowych    | 1R      | SSC Napoli            | 1–1     | 1–2     | 2–3         |
| 1984/85 | Puchar Zdobywców Pucharów | 1R      | FC Barcelona          | 2–4     | 4–1     | 6–5         |
| 1984/85 | Puchar Zdobywców Pucharów | 1/8     | Dynamo Drezno         | 0–0     | 1–3     | 1–3         |
| 1985/86 | Puchar UEFA               | 1R      | Hajduk Split          | 2–2     | 1–5     | 3–7         |
| 1988/89 | Puchar Zdobywców Pucharów | 1R      | RSC Anderlecht        | 1–3     | 0–2     | 1–5         |
| 1995    | Puchar Intertoto          | Grupa 6 | LASK Linz             | 1–0     |         | 1. miejsce  |
| 1995    | Puchar Intertoto          | Grupa 6 | NK Zagreb             |         | 1–0     | 1. miejsce  |
| 1995    | Puchar Intertoto          | Grupa 6 | Partick Thistle       | 1–0     |         | 1. miejsce  |
| 1995    | Puchar Intertoto          | Grupa 6 | ÍBK Keflavík          |         | 2–1     | 1. miejsce  |
| 1995    | Puchar Intertoto          | 1/8     | Ceahlăul Piatra Neamț | 2–0 (W) | 2–0 (W) | 2–0 (W)     |
| 1995    | Puchar Intertoto          | 1/4     | RC Strasbourg         | 0–2 (D) | 0–2 (D) | 0–2 (D)     |
| 1996/97 | Puchar UEFA               | 1R      | FC Tirol Innsbruck    | 1–0     | 0–0     | 1–0         |
| 1996/97 | Puchar UEFA               | 2R      | Sporting CP           | 2–0     | 1–2     | 3–2         |
| 1996/97 | Puchar UEFA               | 1/8     | Newcastle United      | 1–1     | 0–2     | 1–3         |
| 1997/98 | Puchar UEFA               | 1R      | Excelsior Mouscron    | 4–1     | 2–0     | 6–1         |
| 1997/98 | Puchar UEFA               | 2R      | Karlsruher SC         | 0–2     | 1–1     | 1–3         |
| 1998/99 | Liga Mistrzów             | 2Q      | HJK Helsinki          | 1–1     | 0–1     | 1–2         |
| 1998/99 | Puchar UEFA               | 1R      | Crvena zvezda         | 2–1     | 1–2     | 3–3, k: 3–4 |
| 1999    | Puchar Intertoto          | 2R      | MŠK Žilina            | 3–0     | 1–2     | 4–2         |
| 1999    | Puchar Intertoto          | 3R      | KSC Lokeren           | 0–1     | 2–1     | 2–2, w.     |
| 1999    | Puchar Intertoto          | 1/2     | Polonia Warszawa      | 5–1     | 1–1     | 6–2         |
| 1999    | Puchar Intertoto          | F       | West Ham United       | 1–3     | 1–0     | 2–3         |

## Piłkarze

### Obecny skład
Stan na 9 lutego 2020
| Nr | Poz. | Piłkarz                                       |
| -- | ---- | --------------------------------------------- |
| 1  | BR   | Paul Delecroix                                |
| 2  | OB   | Dylan Bronn                                   |
| 3  | OB   | Matthieu Udol                                 |
| 4  | PO   | Kévin N'Doram (wyp. z AS Monaco FC)           |
| 5  | PO   | Victorien Angban                              |
| 6  | OB   | Mamadou Fofana                                |
| 7  | NA   | Ibrahima Niane                                |
| 8  | PO   | Boubacar Traoré                               |
| 9  | NA   | Thierry Ambrose (wyp. z Manchester City F.C.) |
| 10 | PO   | Marvin Gakpa                                  |
| 11 | NA   | Opa Nguette                                   |
| 14 | PO   | Vincent Pajot (wyp. z Angers SCO)             |
| 16 | BR   | Alexandre Oukidja                             |

| Nr | Poz. | Piłkarz                            |
| -- | ---- | ---------------------------------- |
| 17 | OB   | Thomas Delaine                     |
| 18 | OB   | Fabien Centonze                    |
| 19 | PO   | Habib Maïga                        |
| 20 | NA   | Habib Diallo                       |
| 21 | OB   | John Boye                          |
| 22 | PO   | Sami Lahssaini                     |
| 24 | PO   | Renaud Cohade (kapitan)            |
| 25 | PO   | Adama Traoré (wyp. z AS Monaco FC) |
| 26 | NA   | Pape Ndiaga Yade                   |
| 27 | NA   | Farid Boulaya                      |
| 28 | OB   | Manuel Cabit                       |
| 30 | BR   | Guillaume Dietsch                  |

### Piłkarze na wypożyczeniu
| Nr | Poz. | Piłkarz                                              |
| -- | ---- | ---------------------------------------------------- |
|    | OB   | Laurent Jans (wyp. do SC Paderborn 07)               |
|    | PO   | Gerónimo Poblete (wyp. do CA San Lorenzo de Almagro) |
|    | PO   | Raouf Mroivili (wyp. do Royal Football Club Seraing) |
|    | PO   | Vincent Thill (wyp. do US Orléans)                   |
|    | NA   | Adama Traoré (wyp. do Al-Adalah FC)                  |

| Nr | Poz. | Piłkarz                                        |
| -- | ---- | ---------------------------------------------- |
|    | NA   | Cheikh Tidiane Sabaly (wyp. do Pau FC)         |
|    | NA   | Gauthier Hein (wyp. do Valenciennes FC)        |
|    | NA   | Ablie Jallow (wyp. do AC Ajaccio)              |
|    | NA   | Amadou Ndiaye (wyp. do FC Sochaux-Montbéliard) |